# Богумін
Богумін (чеськ. Bohumín, пол. Bogumin, нім. Bogumin) — місто на північному сході Чехії, в окрузі Карвіна Моравсько-Сілезького краю. Розташоване в 9 км на північний схід від Острави на кордоні з Польщею, на висоті 198 м над рівнем моря. Відразу на північ від міста річка Олше впадає в Одру. Територія міста становить близько 31 км². Богумін є важливим залізничним вузлом Чехії.

## Історія
Перші письмові згадки про Богумін відносяться до 1256 року.
У 1292 році побудована парафіяльна церква Діви Марії під патронатом православного монастиря. Тоді Богумін належав до Ратиборського князівства. Цей документ також є найдавнішим документом німецького імені Богуміна — Одерберга, з якого можна зробити висновок, що Богумін був заселений німецькими поселенцями. У 1620 році на місці готичної церкви в готичному стилі побудована дерев'яна церква. Після пожежі 1850 року вона була перебудована до теперішньої форми.
Між 1850 і 1948 роками Богумін був місцем окружного суду, а між 1855—1868 роками — районним управлінням. У 1910—1948 роках він приєднався до політичного округу Фриштат, а з 1949 по 1957 роки — до адміністративного округу Острава, потім до Острави-Венкова, а з 1960 — Богумін, входить до округу Карвіна. Під час нацистської окупації він був частиною Тешенського району.

## Населення
Населення міста за даними на січень 2017 року становить 20 980 осіб, за даними на січня 2012 року становить 21 897 осіб. За даними на 2011 року населення міста налічувало 23 005 осіб, в основному чехи. Польська громада досить мала, є велика циганська громада. До Другої світової війни значну частку населення становили також німці.

## Відомі уродженці
- Павел Срничек — чеський футболіст

## Міста-побратими
- Прудник, Польща
- Здзешовице, Польща
- Ґродкув, Польща

## Галерея

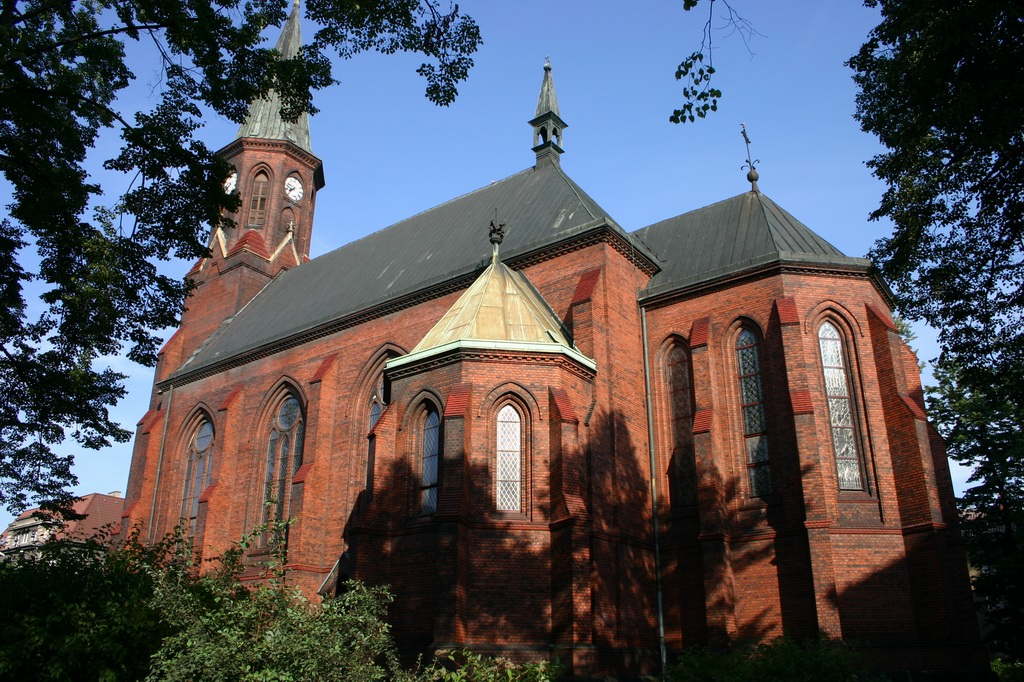
Костел Божого серця Господнього
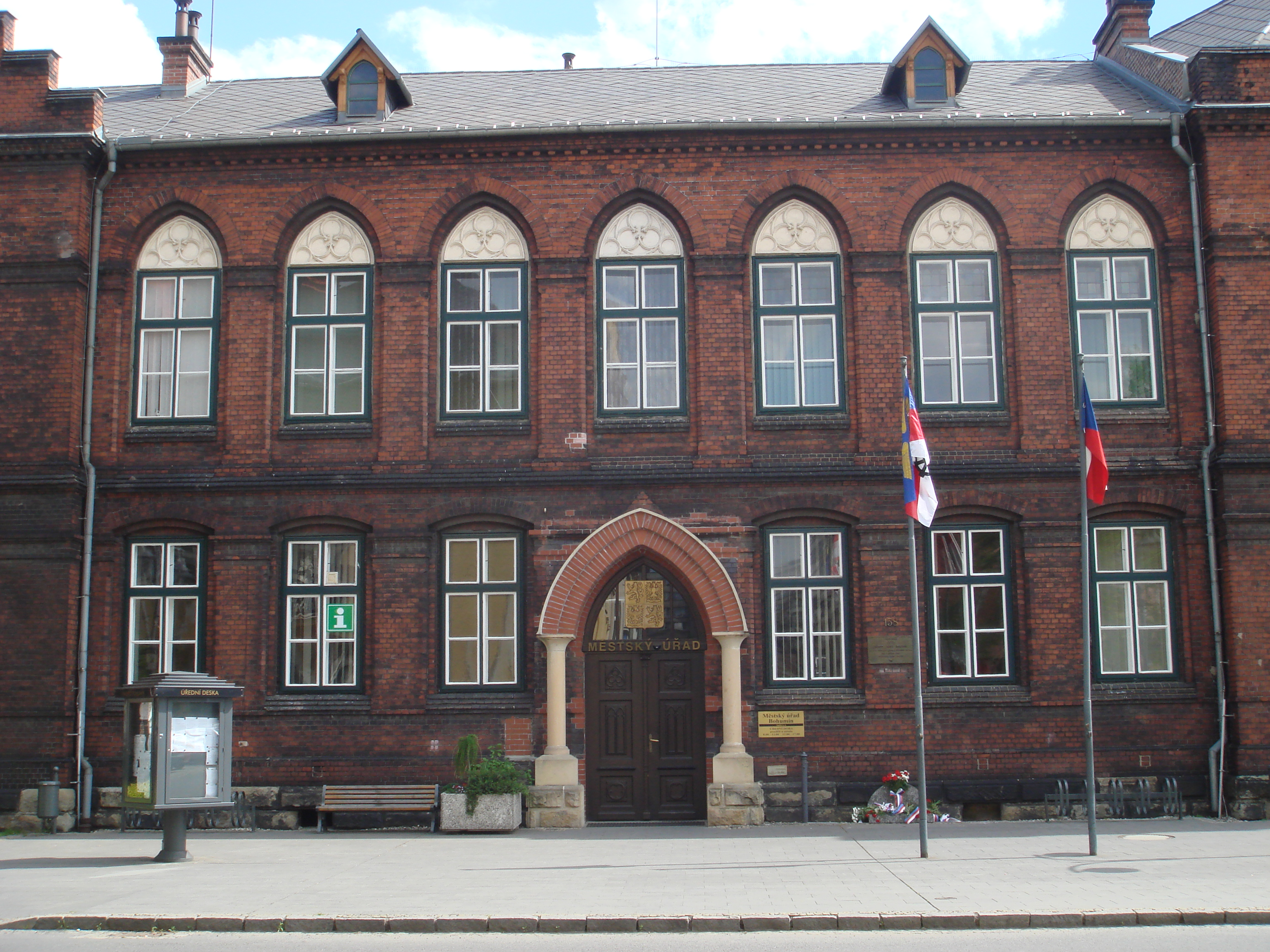
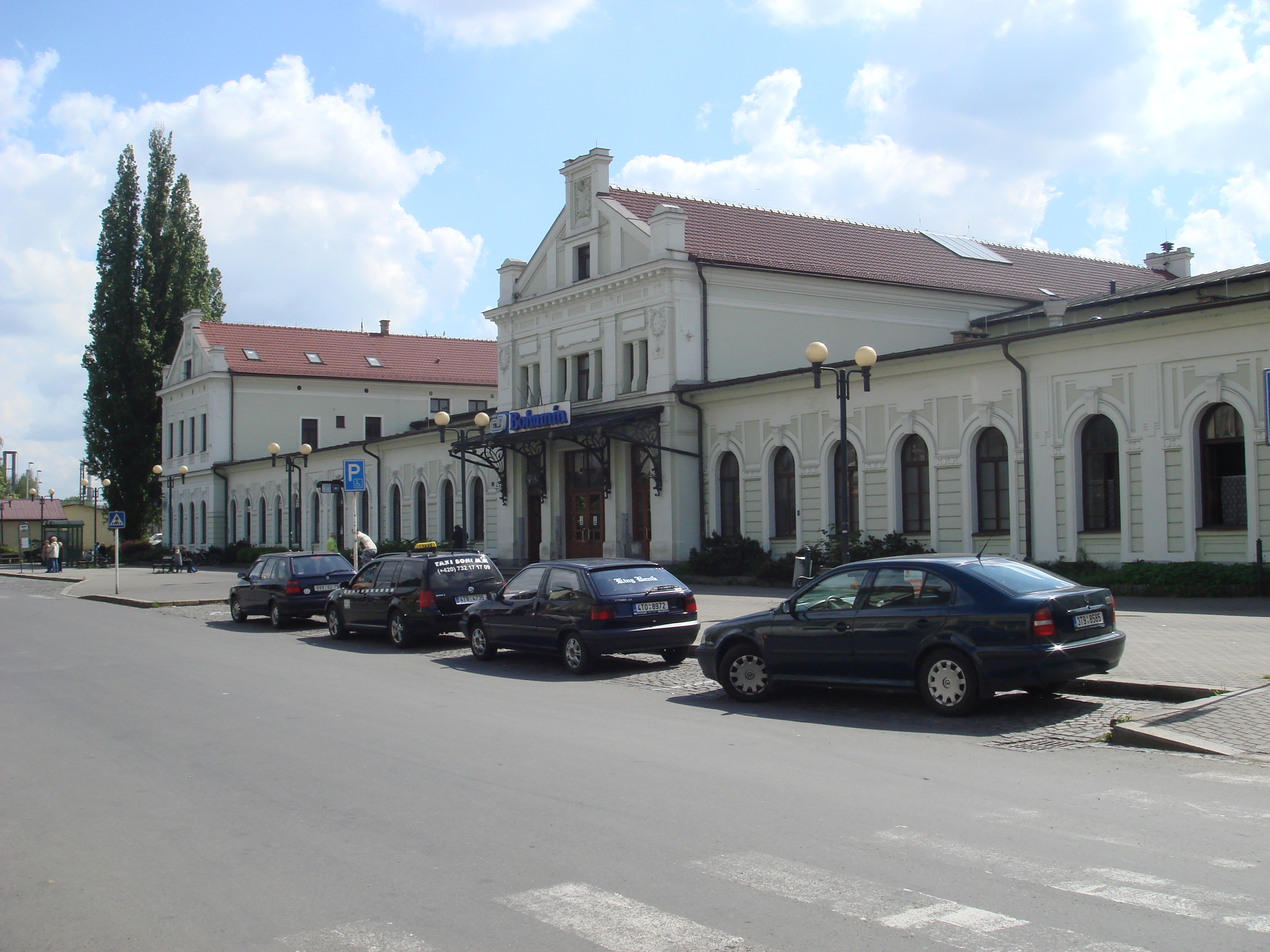
Залізнична станція